# Václav Zelený
Václav Zelený (27. srpna 1825 Borová – 5. dubna 1875 Praha) byl český středoškolský pedagog, novinář a politik, poslanec Českého zemského sněmu a Říšské rady.

## Biografie
Narodil se v Borové jako druhorozený syn rolníka Františka Zeleného. Matka pocházela z učitelské rodiny. O jeho výchovu se zasloužil borovský učitel Antonín Linek, který učil také Karla Havlíčka. V roce 1837 nastoupil na německobrodské gymnázium. Po skončení gymnázia měl jít na přání matky studovat teologii. Rodiče se ale podařilo přesvědčit a Václav mohl odejít do Prahy na filozofii na Karlo-Ferdinandově univerzitě. Na vysokoškolských studiích se musel živit sám vyučováním dětí. V září 1850 složil státní zkoušky z dějepisu, zeměpisu, češtiny, klasických jazyků a filozofie. Jeho prvním působištěm bylo gymnázium v Jindřichově Hradci. 7. ledna 1851 se oženil s K. Mourkovou. Poté byl přeložen na akademické gymnázium do Prahy, kde se projevoval jako velký vlastenec.
V roce 1855 založil s K. J. Erbenem a K. Štorchem časopis Obzor. Zelený psal do časopisu anonymně nebo pod různými šiframi. Také byl požádán o spolupráci na Riegrově naučném slovníku. Zpracoval v něm asi 160 hesel z historie, estetiky a literární historie. Za odměnu se stal členem Královské české společnosti nauk. Tehdy také začal spolupracovat s příslušníky májovské generace a přispívat do almanachu Máj. Kromě Obzoru také psal do časopisů Obrazy z Itálie, Obecné listy a Národ.
Na přelomu let 1859–1860, kdy po otřesu vlády kvůli prohrané druhé italské válce za nezávislost začalo ke svému konci spět období Bachova neoabsolutismu, patřil Zelený mezi několik osobností, které žádaly u rakouských úřadů povolení k vydávání českého politického deníku. Všechny tyto žádosti ovšem ještě tehdy byly zamítnuty.
Po obnovení ústavní a parlamentní formy vlády se zapojil do politiky. V roce 1861 byl zvolen poslancem Českého zemského sněmu, který ho následně zvolil poslancem Říšské rady (celostátní zákonodárný sbor, tehdy ještě nevolen přímo, ale tvořen delegáty jednotlivých zemských sněmů), kde reprezentoval kurii venkovských obcí v obvodu Něm. Brod, Humpolec, Polná, Přibyslav. Vzhledem k nesouhlasu s ústavním směřováním monarchie k centralismu a potlačování role historických zemí pak přestal na Říšské radě pracovat a zánik jeho mandátu pro absenci byl oznámen na schůzi 14. července 1863. Podobně rezignovala z Říšské rady většina českých poslanců. Na Říšskou radu byl zvolen i v roce 1867, ale v rámci politiky pasivní rezistence (bojkot Říšské rady českými politiky) mandát nepřevzal. Zánik jeho mandátu zemského a tudíž i říšského poslance byl oznámen 26. září 1868. Poslancem se v Říšské radě stal i v roce 1871, ale nedostavil se do sněmovny, a proto byl jeho mandát 23. února 1872 prohlášen za zaniklý. V prvních přímých volbách do Říšské rady roku 1873 Zelený získal mandát poslance za kurii venkovských obcí, obvod Něm. Brod, Polná, Ledeč atd. Z politických důvodů se zase nedostavil do sněmovny, čím byl jeho mandát i přes opakované zvolení v doplňovacích volbách prohlášen za zaniklý.
V srpnu 1868 patřil mezi 81 signatářů státoprávní deklarace českých poslanců, v níž česká politická reprezentace odmítla centralistické směřování státu a hájila české státní právo.
Na zasedání českého sněmu se zasloužil o prosazení rovného práva českého jazyka na středních a vyšších školách. Prohlašoval, že čeština je natolik vyspělý jazyk, aby se jím mohlo učit na všech typech škol. Po tomto projevu se obával propuštění, tak se raději sám vzal mandátu a vystoupil i ze státní služby. Chvíli pracoval jako redaktor v Kobrově nakladatelství. Tato práce ho však neuspokojovala. V roce 1865 byl jmenován ředitelem nově zřízeného malostranského gymnázia.
V roce 1871 se rozhodl, že napíše životopis Karla Havlíčka Borovského. Už v roce 1872 otiskl v časopise Osvěta několik kapitol Ze života Karla Havlíčka. Tato monografie je založená na Havlíčkových denících, dopisech a vzpomínkách. Později napsal stejným způsobem i biografii Josefa Jungmanna (Život Josefa Jungmanna). Pracoval také na životopisu Jana Kollára, ten však vydán nikdy nebyl. Mimo jiné byl také úspěšný překladatel z angličtiny.
Od roku 1873 se začal Zeleného zdravotní stav postupně zhoršovat. Trpěl plicní chorobou. V březnu 1874 odjel s dcerou do Itálie, kde se chtěl léčit. Po návratu domů se jeho stav stále zhoršoval. 5. dubna 1875 své nemoci podlehl.

## Dílo

### Životopisné studie
- Ze života Karla Havlíčka (1872)
- Život Josefa Jungmanna (1873)[8]
- Václav Strach, starý veršovec (1873)

### Životopisné studie uveřejněné v Almanach Máj
- Život K.J. Erbena (1859)
- Život F. Palackého (1860)
- Život J. Kollára (1861)

### Překlady
- Dějiny anglické (1861) – T. B. Macaulay
- Dějiny války vlastenecké r. 1812 (1874) - Bogdanovič